# تل البنات
تل البنات قرية سوريّة تتبع إداريّاً لمحافظة حلب منطقة عين العرب ناحية صرين، بلغ تعداد سكانها 758 نسمة حسب التعداد السكاني لعام 2004.